# Playa del Carmen

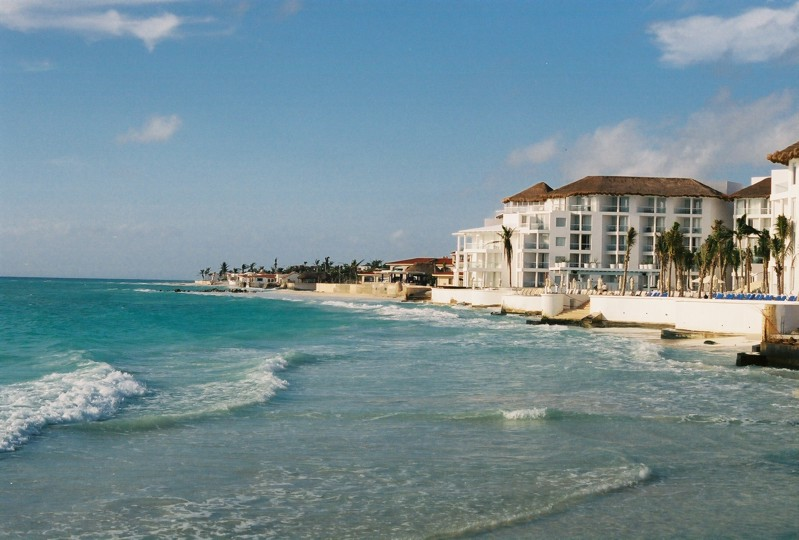
Stranden i Playa del Carmen.

Playa del Carmen är en stad i östra Mexiko belägen i delstaten Quintana Roo, vid Yucatánhalvöns kust mot Karibiska havet. Staden är en snabbt växande turistort och har 122 061 invånare (2007), med totalt 164 548 invånare (2007) i hela kommunen på en yta av 4 246 km². Kommunens officiella namn är Solidaridad. Öster om staden ligger ön Cozumel dit det finns färjeförbindelse. Områdets flygtrafik koncentreras i första hand till Cancúns internationella flygplats, men en flygplats för sportflyg är belägen vid Playa del Carmen.

## Turism
Orten är känd för både sitt nattliv och den långa finkorniga sanden. Dykning runt Cozumel har sin bas här,[källa behövs] liksom de flesta resor[källa behövs] till mayaruinerna i Chichén Itzá och Tulum.
I Playa del Carmen kan man köra vattenskoter, flyga parasail, hoppa fallskärm samt utöva de flesta andra vanliga vatten- och strandsporter.